# Kępiny Wielkie
Kępiny Wielkie (niem. Zayerniederkampen) – wieś w Polsce położona w województwie warmińsko-mazurskim, w powiecie elbląskim, w gminie Elbląg. Leży na obszarze Żuław Elbląskich i nad Nogatem.
W latach 1975–1998 miejscowość administracyjnie należała do województwa elbląskiego.